# Louis Delluc
|  | No s'ha de confondre amb Loís Delluc. |

Louis Delluc (Cadonh, Lo Boisson de Cadonh, Dordonya, 1890 — París, 1924) va ser un escriptor i director cinematogràfic francès.
Va fundar el primer cineclub a França va ser pioner de la crítica cinematogràfica. Va dirigir “Le Film” (1917-19) i “Cinéa” (1921-23), revista que també va fundar. També va treballar a “Paris-Midi” (1918-23). Forma part del corrent impressionista juntament amb altres artistes com Abel Gance, Marcel L'Herbier, Germaine Dulac i Jean Epstein.

## Obres

### Pel·lícules
- Fièvre (1921)
- La Femme de nulle part (1922)
- L'inondation (1924)

### Assaig
- Chez de Max, L'édition, 1918 (sobre Édouard de Max)
- Cinéma et Cie, B. Grasset, 1919
- Photogénie, de Brunoff, 1920
- Charlot, de Brunoff, 1921, consacré à Charles Chaplin
- La Jungle du cinéma, La Sirène, 1921
- Le Dernier Sourire de tête brûlée, Éditions du monde moderne, 1928
- Écrits cinématographiques, Cinémathèque française, vol. I à III, 1985-1990

### Novel·la
- Monsieur de Berlin, Fasquelle, 1916
- La guerre est morte, L'édition, 1917 - reeditat el 1952
- La Princesse qui ne sourit plus, ballet parlat, 1918
- Le Train sans yeux, G. Crès, 1919
- La Danse du scalp, B. Grasset, 1919